# أوزارك (مسلسل)
أوزارك (بالإنجليزية: Ozark) مسلسل درامي أميركي بث على الإنترنت من إنتاج نيتفلكس تم إنشاؤه من قبل بيل دوبوك ومارك ويليامز وهو من بطولة جيسون بيتمان ولورا ليني صدر الموسم الأول عبر نتفليكس في 21 يوليو 2017  وتضمن عشر حلقات منها تسع حلقات لمدة ساعة واحدة وحلقة نهائية مدتها 80 دقيقة. جيسون بيتمان البطل الرئيسي للمسلسل قام ايضاً بإخراج أول حلقتين وآخر حلقتين من الموسم الأول وأول حلقتين من الموسم الثاني تم تجديد المسلسل لموسم ثاني من 10 حلقات في 15 أبريل 2017، وصدر في 31 أغسطس 2018. كما تم تجديده لموسم ثالث من عشر حلقات في 10 أكتوبر 2018، وصدر في 27 مارس 2020.
يمثل جيسون بيتمان دور المخطط المالي مارتي بيرد، وتمثل لورا ليني زوجته ويندي بيردي، وهي مستشارة في العلاقات العامة حول الحملات السياسية التي أصبحت ربة منزل قبل انتقال العائلة إلى منطقة أوزاركس.

## القصة
يقوم المخطط المالي مارتي بيرد فجأة بنقل الأسرة من ضاحية نابرفيل في شيكاغو إلى منتجع أوسيدج بيتش على هضبة الأوزارك في ميزوري بعد حدوث خطأ في خطة غسيل الأموال، حيث يتعين عليه أن يغسل 500 مليون دولار خلال 5 سنوات ليسترضي زعيم عصابة مخدرات. عندما يصل إلى ميسوري، يتورط هو وعائلته مع المجرمين المحليين بما في ذلك اللانغمورس والسنيلز.

## الحلقات
| الموسم | الحلقات | الحلقات | الأصلي        | الأصلي |
| الموسم | الحلقات | الحلقات | الأول         | الأخير |
| ------ | ------- | ------- | ------------- | ------ |
| 1      | 10      | 10      | 21 يوليو 2017 | سيُعلن  |
| 2      | 10      | 10      | 31 أغسطس 2018 | سيُعلن  |
| 3      | 10      | 10      | 27 مارس 2020  | سيُعلن  |
| 4      | 14      | 7       | 21 يناير 2022 | start  |
| 4      | 14      | 7       | 2022          | start  |

## الجوائز
| السنة | الجائزة                                      | التصنيف                                                   | الفائز | النتيجة     | المصدر |
| ----- | -------------------------------------------- | --------------------------------------------------------- | --- | ----------- | ------ |
| 2018  | حفل توزيع جوائز الغولدن غلوب الخامس والسبعون | أفضل ممثل - مسلسل تلفزيوني دراما                          | جيسون بيتمان | رُشِّح         | [ 12 ] |
| 2018  | جوائز نقابة مديري الموقع                     | مواقع بارزة في التلفزيون المعاصر                          | ويس هاجان وكيفن داولينج | فوز         | [ 13 ] |
| 2018  | جوائز خيار الشعب                             | نجم الدراما التلفزيونية لعام 2018                         | جيسون بيتمان | في الانتظار | [ 14 ] |
| 2018  | جوائز خيار الشعب                             | عرض Bingeworthy لعام 2018                                 | Ozark | في الانتظار | [ 14 ] |
| 2018  | حفل توزيع جوائز الإيمي السبعون               | أفضل ممثل رئيسي في مسلسل درامي                            | جيسون بيتمان (لحلقة "The Toll") | رُشِّح         | [ 15 ] |
| 2018  | حفل توزيع جوائز الإيمي السبعون               | أفضل إخراج في مسلسل درامي                                 | جيسون بيتمان (لحلقة "The Toll") | رُشِّح         | [ 15 ] |
| 2018  | حفل توزيع جوائز الإيمي السبعون               | أفضل إخراج في مسلسل درامي                                 | دانيال ساكهايم (لحلقة "Tonight We Improvise") | رُشِّح         | [ 15 ] |
| 2018  | حفل توزيع جوائز الإيمي السبعون               | تصوير سينمائي فائق لسلسلة كاميرا واحدة (ساعة واحدة)       | بن كوتشينز (لحلقة "The Toll") | رُشِّح         | [ 15 ] |
| 2018  | حفل توزيع جوائز الإيمي السبعون               | تصميم إنتاج متميز لبرنامج معاصر سردي (ساعة واحدة أو أكثر) | ديريك ر. هيل، جون ريتشاردسون وتشاك بوتر (لحلقة "My Dripping Sleep") | رُشِّح         | [ 15 ] |
| 2018  | جائزة نقابة ممثلي الشاشة                     | أفضل أداء لممثل في مسلسل درامي                            | جيسون بيتمان | رُشِّح         | [ 16 ] |
| 2018  | جائزة نقابة ممثلي الشاشة                     | أفضل ممثلة في مسلسل درامي                                 | لورا ليني | رُشِّح         | [ 16 ] |
| 2018  | جائزة نقابة الكتاب الأمريكية                 | جائزة نقابة الكتاب في أمريكا لأفضل مسلسل تلفزيوني جديد ‏   | ويت أندرسون، بيل دوبوك، بول كولسبي، مارك ويليامز، مارتن زيمرمان، ريان فارلي، أليسون فيلتس وكريس موندي | رُشِّح         | [ 17 ] |
| 2019  | حفل توزيع جوائز الغولدن غلوب السادس والسبعون | أفضل ممثل - مسلسل تلفزيوني دراما                          | جيسون بيتمان | رُشِّح         | [ 18 ] |
| 2019  | Satellite Awards                             | أفضل ممثل في مسلسل درامي                                  | جيسون بيتمان | في الانتظار | [ 19 ] |
| 2019  | جائزة نقابة ممثلي الشاشة                     | أفضل طاقم لمسلسل درامي                                    | جيسون بيتمان، ليزا إيمري، سكايلار غارتنر، جوليا غارنر، دارين غولدستين، جاسون بتلر هارنر، كارسون هولمز، صوفيا هبليتز، لورا ليني، تريفور لونج، جانيت ماكتيير، بيتر مولان، جوردانا سبيرو، تشارلي تاهان، روبرت تريفيللر وهاريس يولين | في الانتظار | [ 20 ] |
| 2019  | جائزة نقابة ممثلي الشاشة                     | أفضل أداء لممثل في مسلسل درامي                            | جيسون بيتمان | في الانتظار | [ 20 ] |
| 2019  | جائزة نقابة ممثلي الشاشة                     | أفضل ممثلة في مسلسل درامي                                 | جوليا غارنر | في الانتظار | [ 20 ] |
| 2019  | جائزة نقابة ممثلي الشاشة                     | أفضل ممثلة في مسلسل درامي                                 | لورا ليني | في الانتظار | [ 20 ] |
| 2019  | جائزة نقابة الكتاب الأمريكية                 | الدراما العرضية                                           | ديفيد مانسون لحلقة "The Precious Blood of Jesus" | في الانتظار | [ 21 ] |

## روابط خارجية
- أوزارك على موقع IMDb (الإنجليزية)
- أوزارك على موقع ميتاكريتيك (الإنجليزية)
- أوزارك على موقع روتن توميتوز (الإنجليزية)
- أوزارك على موقع نتفليكس (الإنجليزية)
- أوزارك على موقع فيلمافينيتي (الإسبانية)
- أوزارك على موقع كينوبويسك (الروسية)
- أوزارك على موقع ألو سيني (الفرنسية)
- أوزارك على موقع قاعدة بيانات الفيلم (الإنجليزية)